# Mayorga
För andra betydelser, se Mayorga (olika betydelser).
Mayorga (Bayan ng Mayorga) är en kommun i Filippinerna. Kommunen ligger på ön Leyte, och tillhör provinsen Leyte. Folkmängden uppgår till 53 837 invånare.

## Barangayer
Mayorga är indelat i 16 barangayer.
| - A. Bonifacio - Mabini - Burgos - Calipayan - Camansi - General Antonio Luna - Liberty - Ormocay | - Poblacion Zone 1 - Poblacion Zone 2 - Poblacion Zone 3 - San Roque - Santa Cruz - Talisay - Union - Wilson |